# Coturnix novaezelandiae
Coturnix novaezelandiae là một loài chim trong họ Phasianidae.

## Hình ảnh

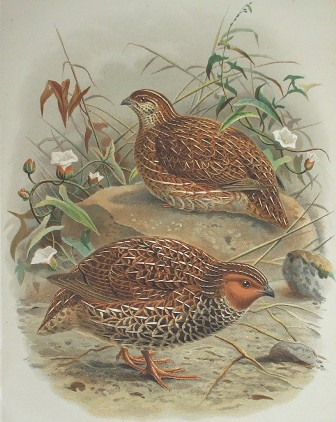
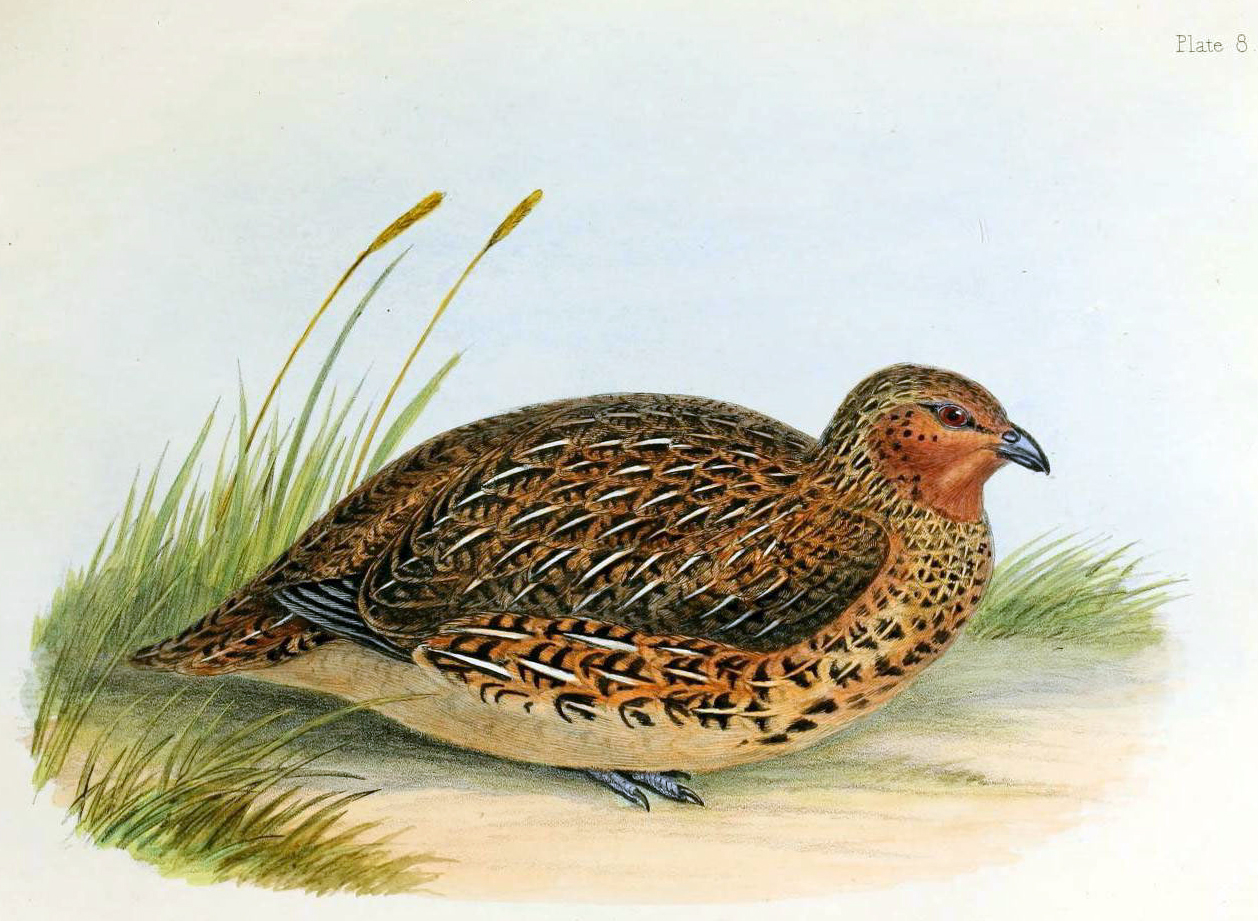
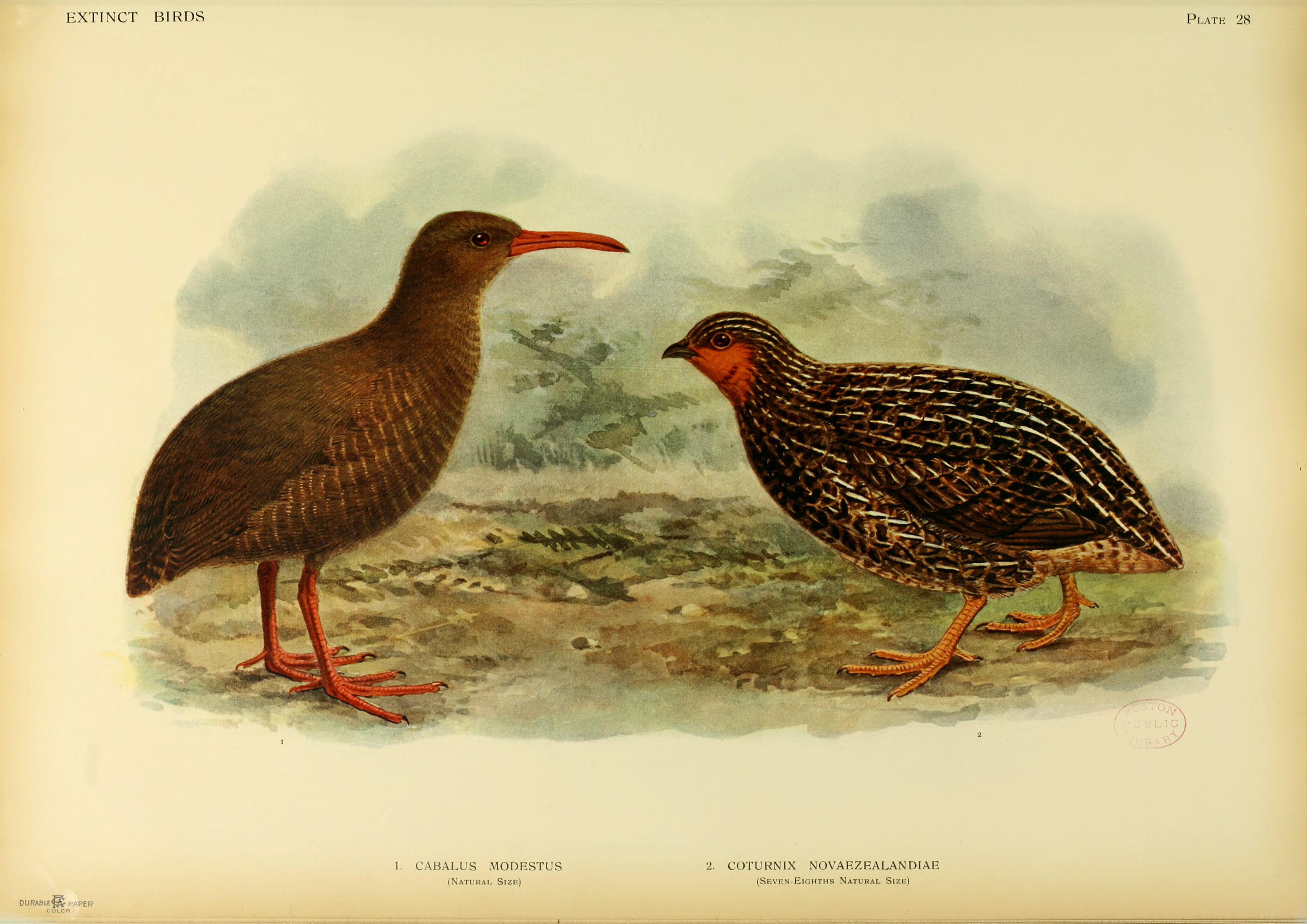